# 新日本航空
新日本航空株式会社（しんにほんこうくう、英: New Japan Aviation Co.,LTD.）は、鹿児島県の鹿児島空港を拠点として、定期航空路線事業、不定期航空路線事業、遊覧飛行、訓練飛行、航空写真撮影、宣伝飛行、航空機格納・整備などの事業を行っている会社である。
なお、日本航空 (JAL) とは一切関係がなく、2012年度より兵庫県明石市に所在する、有限会社秋定砿油（石油製品卸売販売業）が筆頭株主になっている。

## 概要
設立当時より、自家用および事業用操縦士の訓練養成を、鹿児島空港や大利根飛行場、仙台空港などで行ってきた。2011年4月より、全ての訓練養成を、鹿児島空港で行っている。
また、鹿児島空港を拠点として、定期航空路線事業のほかに、セスナ機による遊覧飛行、九州・沖縄地域の空港へのチャーター運航を行っている。
2016年（平成28年）から1期生のみスカイマークのパイロット養成訓練を受託した。

## 沿革
- 1965年（昭和40年） - 鹿児島飛行クラブ、旧鹿児島空港（鴨池）に設立
- 1968年 - 新日本航空株式会社設立
- 1969年
  - 7月、京葉航空株式会社設立（千葉県）
  - 京葉航空株式会社、社有飛行場を千葉県茂原市に建設
- 1978年
  - 新日本航空株式会社、京葉航空株式会社を買収
  - 京葉航空・本社を東京に移転、主整備基地を松本空港に移設
- 1984年
  - 京葉航空株式会社と合併
  - 東京から鹿児島に本社移転
- 1985年 - 鹿児島空港に格納庫を建設、主整備基地を松本空港から鹿児島空港に移設
- 2002年（平成14年） - 但馬飛行場へ主整備基地移転／関東運航所を但馬飛行場に移転
- 2011年 - 但馬運航所を廃止、新潟運航所を開設
- 2014年 - 鹿児島-薩摩硫黄島開設／新潟-佐渡線休止
- 2016年 - スカイマーク株式会社のパイロット養成訓練を受託
- 2021年（令和3年） - 宮崎空港に格納庫及び専用エプロン（旧ジャムコ格納庫）を取得
- 2022年 - 鹿児島-諏訪之瀬島開設

## 不定期航空運送事業
- 鹿児島空港 - 薩摩硫黄島（月、水曜各1往復）※運休中（2023年6月以降）
- 鹿児島空港 - 諏訪之瀬島（火、金曜各1往復）

全便がセスナ 172で運航される。2014年8月13日に鹿児島空港 - 薩摩硫黄島飛行場へ週一往復を就航。毎週水曜日運航であったが、2015年4月13日からは月曜日を含む週2往復となった。さらに2022年10月4日からは諏訪之瀬島飛行場へも就航している。両路線とも往路復路ともに搭乗予約がない場合は運航されない。島民は運賃の割引がある。同路線は実質的な定期便であるが、新日本航空は特別便と呼称している。FAX用の搭乗予約用紙には座席を前席右、後席左、後席右の3つの選択肢から選ぶ欄がある。搭乗の予約は搭乗日の1ヶ月前から前日の12時まで、電話、FAX、E-mailで受け付けている。尚、支払いは搭乗日に現金で支払う。
かつては、新潟空港も拠点としていた。2011年7月29日より、旭伸航空が撤退した新潟 - 佐渡線に就航した。所要時間は片道25分で、運航本数は季節により変動していた。しかし、2014年3月28日に、同3月31日をもって新潟 - 佐渡線を無期限で運休すると発表。さらに、同年4月15日には、新潟運航所を閉鎖した事が発表された。

## 保有機材
- セスナ 172 - 5機
- セスナ 172S - 1機

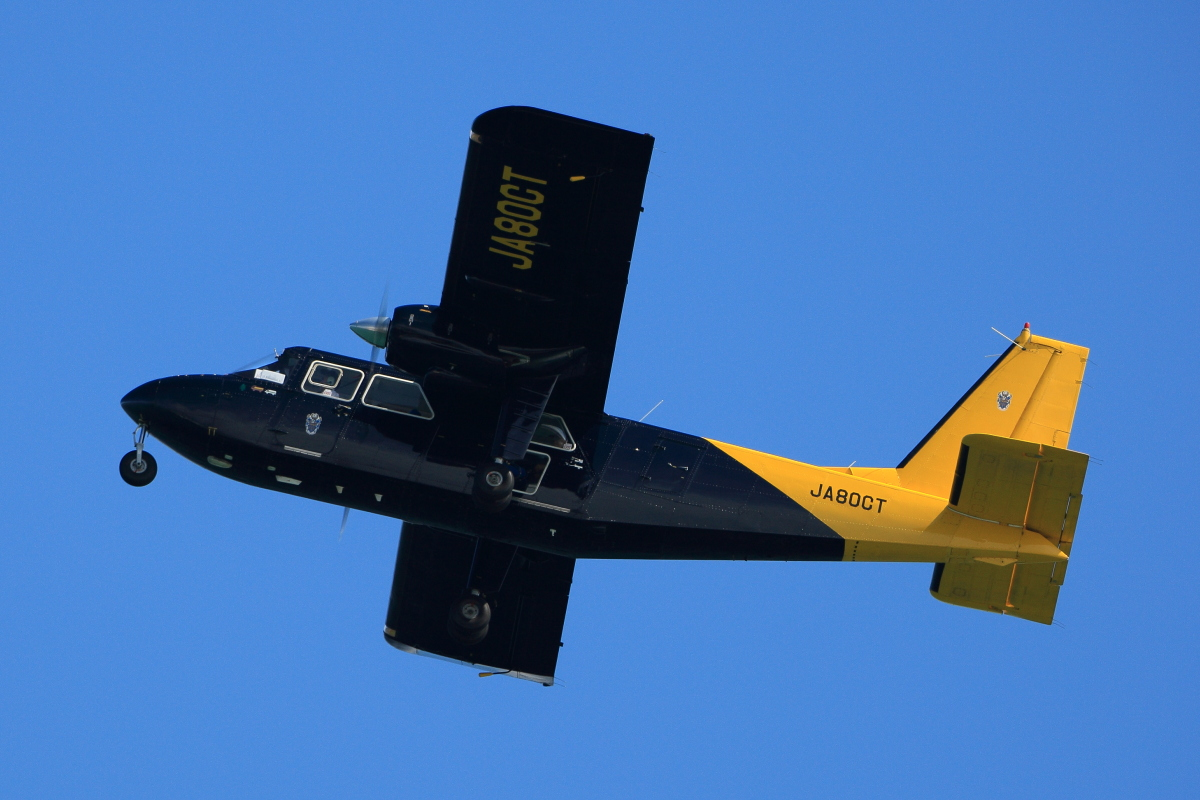
新潟空港で撮影された、
Britten-Norman BN-2 Islander

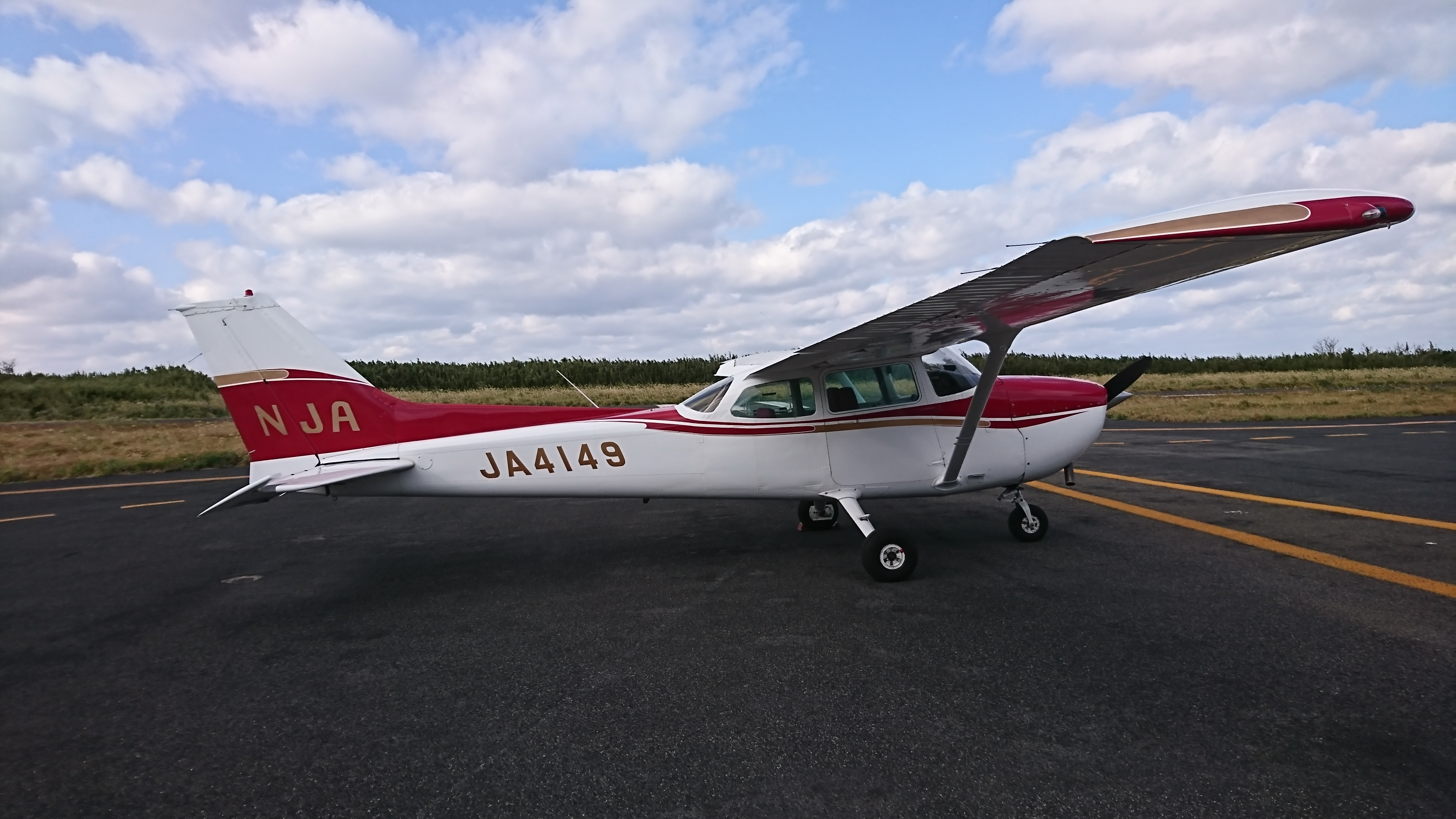
同社保有のセスナ172

- ブリテン・ノーマン アイランダー - 1機

## 事故
2017年9月、同社の単発プロペラ機セスナ172Pが、鹿児島空港から三島村の薩摩硫黄島飛行場に着陸した際に、強い着陸となったため、機体前部の「隔壁」と呼ばれる部分にある前脚の取り付け部に亀裂ができたり、胴体の下側にゆがみが出来たりしたことなどが2019年3月になって明らかになった。乗っていた3人にけがはなかった。